# Le Botaniste françois
Le botaniste françois est un ouvrage de botanique de Jacques Barbeu du Bourg. Le Botaniste français parait à Paris en 1767, en deux volumes, précédés d'une dédicace à Madame du Bourg. Barbeu y suit la méthode naturelle et décrit les plantes des environs de Paris. Destiné aux étudiants et surtout aux herboristes, Barbeu du Bourg y décrit l’usage médicinal des différentes espèces. Il est le premier à abandonner le latin pour nommer et à décrire les plantes en français, innovation qui sera bientôt reprise par de nombreux auteurs. 

## Analyse
Jean-Jacques Rousseau reprochera à Barbeu d'être imaginatif. Pour Louis-Marie Aubert du Petit-Thouars,  On n'y trouve, aucune découverte, mais celles qui ont été faites précédemment y sont mises en œuvre d'une manière exacte et très habile.. Pour l'abbé Angot, l'ouvrage n'est pourtant qu'une œuvre de vulgarisation, sans idées personnelles, sauf un essai de classification qui tient le milieu entre les systèmes artificiels et la méthode naturelle.

## Méthode naturelle
Barbeu apparaît comme un des premiers propagateurs de la méthode naturelle, en ne suivant pas la classification de Carl von Linné. La méthode naturelle est énoncée et développée par Michel Adanson dans ses Familles des plantes, en 1763. Barbeu ne nomme pas Adanson, qui avait été nommé censeur de l'ouvrage. Ce dernier s'en froissa, et Barbeu demanda et obtint un autre censeur.

## Description
« « Tachons d'arracher, tâchons d'arracher les épines de la botanique sans en ternir les fleurs, afin d'y rendre l'étude aisée et agréable à tous les âges de la vie et que nos dames même puissent quelquefois s'amuser une heure ou deux dans les beaux jours d'été, soit à cueillir dans les prés de ces fleurs simples auxquelles la nature a attaché des grâces et un charme secret, ou à rechercher sur les montagnes des herbes encore plus précieuses par leurs vertus salutaires *... Je n'écris pas pour les savans ; s'ils daignent jeter les yeux sur mes foibles productions, pour peu qu'elles leur paroissent pouvoir être utiles à quelqu'un, je suis sûr de leur indulgence. ». ».
Les premiers chapitres de ce travail contiennent un exposé succinct des éléments de la botanique : la fleur, la feuille, la tige, la racine, sont successivement passées en revue, et leur étude est éclairée par des comparaisons dans un style imagé et fleuri: On peut regarder la fleur, comme le lit nuptial de la plante; les pétales en sont les rideaux, le calicule la housse, l'étamine et le pistil sont l'époux et l'épouse, et le réceptacle est la couchette. » A propos des plantes parasites, il s'écrie : « Nous ne voyons parmi les hommes rien qui ressemble au guy ni à l'orobanche; mais que d'agarics et de cuscutes!.
Viennent ensuite trois Lettres à M*** sur l'application de la botanique à la médecine, elles sont émaillées de réflexions sur la nécessité de surveiller l'instruction et le commerce des herboristes, puis quelques Avis sur la récolte y la dessiccation et la conservation des simples, le Catalogue d'un jardin de plantes usuelles par classes et familles, et un Index alphabeticus plantarum agro Parisiensi sponte innascentium. 
Le deuxième volume, intitulé le Botaniste françois ou Manuel d'herborisation, contient la liste des plantes de la flore parisienne, rangées par classes, familles, genres, espèces et variétés, le tout décrit en français.
La classification effectuée par Barbeu, comprend en somme six classes, subdivisées en trente-sept sections ou familles. Leur agencement rappelle assez bien les grandes lignes du système de Joseph Pitton de Tournefort. Les familles sont naturelles pour la plupart, sauf les sections dites à reconfronter où Barbeu se débarrasse de toutes les plantes qu'il n'a pu ranger dans les précédentes. 
Les genres sont également des genres naturels. La nomenclature des espèces et des variétés n'est pas très rigoureuse : Lorsque Barbeu donne des noms latins, il prend les noms génériques classiques ; mais dans le Manuel d'herborisation y fait pour les commençants, il francise et les noms génériques et les noms spécifiques, ou les remplace par le sobriquet populaire, ou les crée de toutes pièces.

## Ouvrage
- Le Botaniste françois, comprenant toutes les plantes communes et usuelles..., 2 vol. in-12, Paris : Lacombe , 1767

## Sources
- « Le Botaniste françois », dans Alphonse-Victor Angot et Ferdinand Gaugain, Dictionnaire historique, topographique et biographique de la Mayenne, Laval, A. Goupil, 1900-1910 [détail des éditions] (BNF 34106789, présentation en ligne)
- Paul Delaunay, Vieux médecins mayennais
- Adrien Davy de Virville (dir.), Histoire de la botanique en France, Paris, SEDES, 1955, 394 p.
- Amédée Dechambre, Dictionnaire encyclopédique des sciences médicales (huitième tome), Paris, G. Masson, 187?